# Якова
Я́кова — село Доброславської селищної громади Одеського району Одеської області в Україні. Населення становить 89 осіб.

## Населення
Згідно з переписом УРСР 1989 року чисельність наявного населення села становила 103 особи, з яких 41 чоловік та 62 жінки.
За переписом населення України 2001 року в селі мешкало 89 осіб.

### Мова
Розподіл населення за рідною мовою за даними перепису 2001 року:
| Мова       | Чисельність | Відсоток |
| ---------- | ----------- | -------- |
| українська | 85          | 95,51%   |
| російська  | 2           | 2,25%    |
| румунська  | 1           | 1,12%    |
| інші       | 1           | 1,12%    |
| Усього     | 89          | 100%     |